# François de Roubaix
François de Roubaix (Neuilly-sur-Seine, 3 aprile 1939 – Tenerife, 21 novembre 1975) è stato un musicista e compositore francese, autore di numerose colonne sonore cinematografiche.

## Biografia
Musicista autodidatta, grande appassionato di jazz, compose quasi cento colonne sonore per film perlopiù francesi. Tra i titoli più famosi dei quali curò la musica Frank Costello faccia d'angelo, Ultimo domicilio conosciuto e Frau Marlene: per quest'ultimo film vinse il Premio César per la migliore colonna sonora nel 1976, premio che però non ebbe l'occasione di ritirare.
Morì infatti durante un'immersione subacquea a Tenerife pochi mesi prima, il 21 novembre 1975; aveva 36 anni.

## Filmografia parziale
- Imbrogli d'amore, episodio del film La fabbrica dei soldi, regia di Jean-Claude Roy (1965)
- Una vampata di violenza (Les Grandes Gueules), regia di Robert Enrico (1966)
- I cavalieri del cielo (Les Chevaliers du ciel), regia di François Villier (1966) - tv
- Frank Costello faccia d'angelo (Le Samouraï), regia di Jean-Pierre Melville (1967)
- La donna per una notte (La Loi du survivant), regia di José Giovanni (1967)
- Diabolicamente tua (Diaboliquement vôtre), regia di Julien Duvivier (1967)
- I tre avventurieri (Les aventuriers), regia di Robert Enrico (1967)
- Due sporche carogne - Tecnica di una rapina (Adieu l'ami), regia di Jean Herman (1968)
- Criminal Face - Storia di un criminale (Ho!), regia di Robert Enrico (1968)
- Il rapace (Le Rapace), regia di José Giovanni (1968)
- Le calde amicizie (Quarante-huit heures d'amour), regia di Jacques Laurent (1969)
- Ultimo domicilio conosciuto (Dernier domicile connu), regia di José Giovanni (1970)
- Beato fra le donne (L'Homme orchestre), regia di Serge Korber (1970)
- La vestale di Satana (Les Lèvres Rouges), regia di Harry Kümel (1971)
- Gli amici (Les Amis), regia di Gérard Blain (1971)
- La via del rhum (Boulevard du rhum), regia di Robert Enrico (1971)
- Où est passé Tom?, regia di José Giovanni (1971)
- Da parte degli amici: firmato mafia! (Le Saut de l'ange), regia di Yves Boisset (1971)
- Solo andata (Un aller simple), regia di José Giovanni (1971)
- Il clan dei marsigliesi (La scoumoune), regia di José Giovanni (1972)
- Fammi male e coprimi di violenza (Pénélope, folle de son corps), regia di Alain Magrou (1973)
- La polizia indaga: siamo tutti sospettati (Les Suspects), regia di Michel Wyn (1974)
- Frau Marlene (Le vieux fusil), regia di Robert Enrico (1975)